# Raffaele Andreassi
Raffaele Andreassi (* 2. August 1924 in L’Aquila; † November 2008) war ein italienischer Dichter, Journalist und Dokumentarfilmer.

## Leben
Andreassi wirkte ab 1946 als Journalist – zahlreiche Interviews unter seiner Gesprächsleitung erschienen in diversen Publikationen – und freier Autor von Essays, Gedichten, Erzählungen und Kunstkritiken. Ein erstes bedeutendes Werk war der 1959 veröffentlichte Gedichtband Paesi del cuore, die zusammen mit den Poesie nuove große Beachtung fand.
Daneben war er seit 1949 als Dokumentarfilmemacher tätig; im Besonderen sind dabei seine Kurzfilme über Kunst und Künstler hervorzuheben. Bis 1970 entstanden so etwa 20 Werke. Andreassi drehte auch einige Spielfilme, manche davon in Ko-Regie. Eigenständig und nach eigenem Drehbuch inszenierte er den kaum veröffentlichten L’amore povero, die Dokumentation I piaceri proibiti, die im Zuge der Sexy-Filme umgeschnitten und darum nicht von ihm autorisiert gezeigt wurde, sowie den ebenfalls kaum zu sehenden Flashback aus dem Jahr 1969. Nach etlichen Arbeiten für das Fernsehen erschien 1999 das Spätwerk I lupi dentro, für das er auch die Kamera und den Schnitt übernahm. Auch in diesem Film nimmt er Bezug auf den Künstler Antonio Ligabue, über den er bereits 1960 einen bemerkenswerten Dokumentarfilm gedreht hatte.